# Peace Sells... but Who's Buying?
Peace Sells... but Who's Buying? este al doilea album de studio al trupei americane de thrash metal, Megadeth. Albumul a fost lansat pe 19 septembrie 1986 de către casa de discuri Capitol Records. Proiectul a fost realizat inițial de Combat Records, rezultând mixul original al albumului fiind co-produs de Randy Burns. Capitol Records a cumpărat apoi toate drepturile albumului și a angajat un alt producător pe nume Paul Lani pentru a-l mixa singur. Înregistrarea albumului a fost foarte dificilă pentru trupă, din cauza problemelor în curs de droguri pe care membrii le-au avut la vremea respectivă. Toboșarul Gar Samuelson și chitaristul Chris Poland au fost concediați la scurt timp după turneul de promovare al albumului, pentru abuzul de droguri, făcându-l ultimul album Megadeth pentru Samuelson înainte de moartea sa și ultimul pentru Poland, până când a reapărut ca muzician în sesiune în albumul The System Has Failed. Piesa de titlu, remarcată pentru versurile sale conștiente din punct de vedere politic, a fost lansată ca single-ul principal al albumului. Design-ul albumului, cu mascota trupei, Vic Rattlehead, în fața unui sediu dezolant al sediului Națiunilor Unite, a fost creată de Ed Repka.
Peace Sells... but Who's Buying? este adesea privit ca un clasic album thrash metal și ca un album care a dat importanță metalului extrem. A fost prezentat în mai multe liste cu cele mai bune albume ale publicațiilor, inclusiv „1001 Albums You Must Hear Before You Die” ale lui Robert Dimery și „Top 500 Heavy Metal Albums of All Time”, ale lui Martin Popoff. Albumul a fost reeditat de mai multe ori de-a lungul anilor. În 2004, albumul a fost remixat și remasterizat de solistul trupei Megadeth, Dave Mustaine, cu note de linie extinse care detaliază fundalul albumului. În 2011, cele trei versiuni diferite au fost reeditate ca parte a celebrării aniversării a 25 de ani de la lansarea albumului. Toate, cu excepția mixurilor din 2004, prezintă remasterizare nouă.

## Lista pieselor
Toate melodiile sunt scrise și compuse de Dave Mustaine, cu excepția melodiei "I Ain't Superstitious" de Willie Dixon.
Prima parte
1. Wake Up Dead - 3:40

2. The Conjuring - 5:04

3. Peace Sells - 4:04

4. Devils Island - 5:05

A doua parte
5. Good Mourning/Black Friday - 6:41

6. Bad Omen - 4:05

7. I Ain't Superstitious - 2:46

8. My Last Words - 4:57

Ediția bonus a melodiilor remixate și remasterizate din 2004
9. Wake Up Dead (mix de Randy Burns) - 	3:40

10. The Conjuring (mix de Randy Burns) - 5:01

11. Peace Sells (mix de Randy Burns) - 4:00

12. Good Mourning/Black Friday (mix de Randy Burns) - 6:39

25 de ani de la lansarea albumului; ediția aniversară 2 CD-uri-Discul doi

Live în Phantasy Theater, Cleveland, Ohio, Statele Unite în 1987.
1. Intro - 1:48

2. Wake Up Dead - 3:38

3. The Conjuring - 5:21

4. Bad Omen - 3:49

5. Rattlehead - 4:11

6. Killing Is My Business... And Business Is Good - 3:14

7. Looking Down the Cross - 4:29

8. My Last Words - 4:42

9. Peace Sells - 4:27

10. These Boots Were Made for Walkin (Lee Hazlewood) - 4:07

11. Devil's Island - 5:18

12. Last Rites/Loved to Deth - 5:19

13. Mechanix - 4:32

## Personal
Megadeth
- Dave Mustaine – voce, chitară
- Chris Poland – chitară
- David Ellefson – chitară bas, sprijin vocal
- Gar Samuelson – tobe

Producție
- Dave Mustaine – producător
- Randy Burns – producător, inginer
- Casey McMackin – inginer
- Paul Lani – mixare
- Stan Katayama – mixare

Remixarea și remasterizarea din 2004
- Dave Mustaine – producător, mixare
- Ralph Patlan – inginerie, mixare
- Lance Dean – inginerie, editare
- Scott "Sarge" Harrison – editare
- Tom Baker – mastering

A 25-a aniversare; Live 1987
- Produs de Dave Mustaine
- Mixat de Ken Eisennagel și Dave Mustaine. Martie-aprilie 2011
- Asistență inginerie de Zachary Coleman
- Înregistrarea live la Phantasy Theatre. Cleveland, Ohio, Statele Unite. 3 iunie 1987
- Masterat de Evren Gknar, Capitol Mastering, Hollywood, California. Aprilie 2011

Coperta
- Edward J. Repka – cover ilustrație și design album
- Dave Mustaine și Andy Somers – cover concept